# Adesmia parvifolia
Adesmia parvifolia är en ärtväxtart som beskrevs av Rodolfo Amando Philippi. Adesmia parvifolia ingår i släktet Adesmia och familjen ärtväxter. Inga underarter finns listade i Catalogue of Life.